# Малько Іван
Іван Малько (25 листопада 1896, м. Долина, Івано-Франківської області — † ?) — діяч ЛУН.

## Життєпис

Перший Конґрес Українських Націоналістів у Відні, 1929 рік. Сидять зліва направо 1 ряд: Юліан Вассиян, Дмитро Андрієвський, Микола Капустянський, Євген Коновалець, Микола Сціборський, Яків Моралевич, Володимир Мартинець, Микола Вікул. Стоять зліва направо 2 ряд: Іван Малько, Осип Бойдуник, Максим Загривний, Євген Зиблікевич, Петро Кожевників, Дмитро Демчук, Леонід Костарів, Олесь Бабій, Ріко Ярий, Михайло Антоненко, Зенон Пеленський. Стоять зліва направо 3 ряд : Юрій Руденко, Ярослав Барановський, Степан Охримович, Степан Ленкавський, Андрій Федина, Ярослав Герасимович, Теофіл Пасічник-Тарнавський, Олександр Згорлякевич

Народився 25 листопада 1896 року в місті Долині (тепер Івано-Франківська область).
Навчався в українській гімназії міста Коломиї, згодом здобув вищу освіту в таборі Юзефів (Чехо-Словаччина).
Брав участь у Визвольних змаганнях у складі УСС та у Київській формації Січових Стрільців. Був комендантом міста Бахмут.
З 1924 на еміграції у Чехо-Словаччині. 28 березня 1925 здобув ступінь магістра на факультет «Права та суспільних наук», а в 1930 році став доктором права УВУ в Празі.
Входив до Легії Українських Націоналістів, брав участь в установчому Конгресі ОУН 1929 року у Відні у статусі гостя.